# Густаво Скарпа
Густаво Скарпа (порт. Gustavo Scarpa, нар. 5 січня 1994, Кампінас) — бразильський футболіст, атакувальний півзахисник клубу «Атлетіку Мінейру».

## Клубна кар'єра
Розплчав займатись футболом у «Деспортіво Бразіл», з якого 2012 року перейшов в академію «Флуміненсе».
З 2014 року став грати за першу команду «Флу», але до кінця року зіграв лише у 6 матчах Серії А, через що на початку 2015 року був відданий в оренду до клубу «Ред Булл Бразіл», у складі якого провів 11 матчів у Лізі Пауліста і забив 2 голи, після чого в травні повернувся в рідну команду, де поступово став основним гравцем.
Влітку 2016 року футболістом зацікавилися у Європі, і його в своїх рядах хотили бачити донецький «Шахтар», пітерський «Зеніт» і лісабонська «Бенфіка».

## Збірна
12 і 15 листопада 2015 року провів два товариських матчі за збірну Бразилії до 23 років проти однолітків з США (2:1, 5:1).

## Досягнення
- Чемпіон штату Сан-Паулу (2): 2020, 2022
- Чемпіон Бразилії (1): 2018
- Володар Кубка Лібертадорес (3): 2013, 2020, 2021
- Володар Кубка Бразилії (1): 2020
- Володар Рекопи Південної Америки (1): 2022